# Медісон (Міннесота)
Медісон (англ. Madison) — місто (англ. city) в США, в окрузі Лак-кі-Парл штату Міннесота. Населення — 1518 осіб (2020).

## Географія
Медісон розташований за координатами 45°0′46″ пн. ш. 96°11′19″ зх. д. / 45.01278° пн. ш. 96.18861° зх. д. (45.012769, -96.188701).  За даними Бюро перепису населення США в 2010 році місто мало площу 2,72 км², уся площа — суходіл.

## Демографія

### Перепис 2010
Згідно з переписом 2010 року, у місті мешкала 1551 особа в 736 домогосподарствах у складі 404 родин. Густота населення становила 569 осіб/км².  Було 873 помешкання (320/км²).
Расовий склад населення:
| - 96,6 % — білих - 0,9 % — азіатів - 0,6 % — корінних американців - 0,1 % — чорних або афроамериканців |

До двох чи більше рас належало 1,6 %. Частка іспаномовних становила 1,5 % від усіх жителів.
За віковим діапазоном населення розподілялося таким чином: 17,0 % — особи молодші 18 років, 47,3 % — особи у віці 18—64 років, 35,7 % — особи у віці 65 років та старші. Медіана віку мешканця становила 54,6 року. На 100 осіб жіночої статі у місті припадало 85,1 чоловіків;  на 100 жінок у віці від 18 років та старших — 82,7 чоловіків також старших 18 років.
Середній дохід на одне домашнє господарство  становив 51 826 доларів США (медіана — 41 429), а середній дохід на одну сім'ю — 64 198 доларів (медіана — 53 750). Медіана доходів становила 47 000 доларів для чоловіків та 32 153 долари для жінок. За межею бідності перебувало 12,1 % осіб, у тому числі 21,0 % дітей у віці до 18 років та 7,4 % осіб у віці 65 років та старших.
Цивільне працевлаштоване населення становило 683 особи. Основні галузі зайнятості: освіта, охорона здоров'я та соціальна допомога — 35,4 %, виробництво — 9,8 %, будівництво — 8,8 %, роздрібна торгівля — 8,1 %.

### Перепис 2000
За даними перепису 2000 року населення становило 1768 осіб, у місті проживало 462 родини, знаходилося 789 домашніх господарств і 882 будови з щільністю забудови 333,9 будови на км². Густота населення 669,2 людини на км². Расовий склад населення: білі — 99,21%, афроамериканці — 0,23%, азіати — 0,23%, представники двох або більше рас — 0,51%. Іспаномовні становили 0,06% населення.
У 2000 році середній дохід на домашнє господарство становив $27 102 USD, середній дохід на сім'ю $38 008 USD. Чоловіки мали середній дохід $27 903 USD, жінки $20 694 USD. Середній дохід на душу населення становив $17 435 USD. Близько 3,7% сімей та 7,8% населення перебувають за межею бідності, включаючи 5,1% молоді (до 18 років) та 11,7% престарілих (старше 65 років).